# 최종윤 (배우)
최종윤(1980년 3월 5일 ~ )은 대한민국의 배우이다.

## 연기 활동

### 드라마
- 2006년 MBC 《내 인생의 스페셜》
- 2007년 MBC 《에어시티》
- 2007년 KBS2 《드라마시티 - 아인슈타인이 발견한 사랑》
- 2011년 SBS 《파라다이스 목장》
- 2012년 SBS 《아름다운 그대에게》
- 2015년 재능TV 《출동 케이캅》
- 2015년 JTBC 《송곳》
- 2015년 KBS2 《장사의 신 - 객주 2015》
- 2016년 SBS 《미세스 캅 2》
- 2024년 MBN 《세자가 사라졌다》 - 중영 역

### 영화
- 《결혼전야》 (2013년) - 공항 보안요원 역
- 《엽기적인 그녀 2》 (2016년) - 기획팀 팀원 1 역
- 《명당》 (2018년) - 무장 1 역
- 《그대 이름은 장미》 (2019년) - 신한국직원 2 역
- 《기적》 (2021년) - 고등학교담임선생 역

### 뮤직비디오
- 동방신기 - 이것만은 알고 가 (2011년)
- 천상지희 더 그레이스 - 댄서 인 더 레인 (2011년)